# Julian Balmaceda
Julian Cruz Balmaceda, ook wel Balmaseda, (Orion, 28 januari 1885 - Bacoor, 18 september 1947) was een Filipijns schrijver en dichter. Balmaceda schreef in het Tagalog, Engels en Spaans.

## Biografie
Julian Balmaceda werd geboren op 28 januari 1885 in Orion in de Filipijnse provincie Bataan. Hij volgde onderwijs aan Cavite Highschool, het Colegio de San Juan de Letran en studeerde rechten aan Escuela de Derecho. Balmaceda was onder meer werkzaam als secretaris van de door gouverneur-generaal Davis ingestelde Central Banking Commission en van de door Roosevelt ingestelde Anti-Ursary Committee. Ook was hij assistent-hoofd van de divisie Coorperative Marketing and Credits van het Bureau of Commerce. Kort voor zijn overlijden werd hij in 1947 benoemd tot hoofd van het Institute of National Language.
Balmaceda schreef op 14-jarige leeftijd zijn eerste toneelstuk, genaamd Buhay ni Cordante o Ang Sugat ng Puso. Het stuk werd uitgevoerd in Bacoor in de provincie Cavite. Niet lang daarna won hij met Ang Piso ni Anita een prijs in de schrijfwedstrijd van de Bureau of Posts en de University of the Philippines. Balmaceda schreef ook vele gedichten. De gedichten die hij schreef van 1905 tot 1915 komen werden gebundeld in Pangarap Lamang, een boekwerk van meer dan 700 bladzijden. Later verscheen Sa Daigdig ng Pangarap. Dit betrof een bundeling van zijn gedichten tussen 1916 en 1940.
Behalve gedichten schreef Balmaceda ook korte verhalen. Dertig daarvan, waaronder het veelgeprezen Ang Tatlong Moskitera, werden gepubliceerd in het werk Sampagita. Daarnaast schreef diverse romans, waaronder Ang Tala ng Bodabil en Tahanag Walang Ilaw. Hij vertaalde onder meer de werken The Filipino Rebel van Teodoro Kalaw, El Legado del Ignorantismo van Trinidad Pardo de Tavera, Opstanding van Lev Tolstoj en herschreef The Pact of Biyak-na-Bato van Pedro Paterno in het Tagalog. Tevens schreef hij nog diverse handboeken in het Engels.
Balmaceda overleed in 1947 op 62-jarige leeftijd. Ten tijde van zijn overlijden was hij halverwege een diccionario enciclopedio in het Tagalog.